# Табанина, Анна Владимировна
Анна Владимировна Табанина (род. 9 июня 1978, Ленинград, РСФСР, СССР) — российская актриса театра и кино.

## Биография
Родилась 9 июня 1978 года в Ленинграде (ныне — Санкт-Петербург) в семье художников. После рождения сестры Анастасии её семья переехала в Пушкин.
Учёбу в средней школе она совмещала с учёбой в художественной студии, и, отучившись год в студии, собиралась поступать в художественное училище. Среди знакомых родителей случайно оказался актёр, который предложил Анне попробовать себя в актёрском мастерстве. Поступила в Ленинградский государственный институт театра, музыки и кинематографии (мастерская С. Я. Спивака), который окончила в 1998 году.
Будучи студенткой, дебютирует в телевизионных спектаклях.
С 1998 по 2001 год служила в Молодёжном театре на Фонтанке.
С 1999 года снимается в сериалах. Известность пришла после съёмок в сериале «Бедная Настя» в роли Лизы Долгорукой.
В 2000 году перешла на работу в Творческое объединение «АРТ-Питер», участвует в антрепризных постановках.
Снялась в фильме Виктора Мережко «Белая ночь, нежная ночь».

## Личная жизнь
Жила в Москве.
Мать троих детей. Сын Василий — родился 27 марта 2008 года. Дочери — Соня (август 2009) и Сима (2011). В 2014 году умер от рака муж Анны, художник Дмитрий Кудин, после чего она переехала в Пушкин к родителям.

## Фильмография
| Название                                           | Год     | Формат          | Роль                                                                                   |
| -------------------------------------------------- | ------- | --------------- | -------------------------------------------------------------------------------------- |
| «Кот в сапогах»                                    | 1995    | Мультфильм      | Принцесса (озвучивание)                                                                |
| «Волшебная иголка»                                 | 1996    | Короткометражка | Джанина, дочь портного                                                                 |
| «Спящая красавица»                                 | 1998    | Фильм           | Фея Орлана                                                                             |
| «Три апельсина»                                    | 1998    | Фильм           | Принцесса                                                                              |
| «Улицы разбитых фонарей. Новые приключения ментов» | 1999    | Телесериал      | Катя Красовская (серия «Любовный напиток»                                              |
| «Агентство НЛС»                                    | 2001    | Телесериал      | Инна (5 серия)                                                                         |
| «Убойная сила 3»                                   | 2001    | Телесериал      | Юлия (серия «Роль второго плана»)                                                      |
| «Чисто по жизни»                                   | 2002    | Телесериал      | Верочка, учительница (в серии)                                                         |
| «Американец»                                       | 2003    | Фильм           | Мария                                                                                  |
| «Любовь императора»                                | 2003    | Телесериал      | цесаревна Мария Александровна (в серии)                                                |
| «Бедная Настя»                                     | 2003—04 | Телесериал      | Елизавета (Лиза) Долгорукая                                                            |
| «Дорогая Маша Березина»                            | 2005    | Телесериал      | Татьяна Березина (в серии)                                                             |
| «Девять месяцев»                                   | 2006    | Телесериал      | Инна (в серии)                                                                         |
| «Белая ночь, нежная ночь»                          | 2007    | Фильм           | Марина                                                                                 |
| «Настоятель»                                       | 2010    | Фильм           | Екатерина                                                                              |
| «Врача вызывали?»                                  | 2011    | Фильм           | Наталия                                                                                |
| «Настоятель 2»                                     | 2011    | Фильм           | Екатерина                                                                              |
| «Пять невест»                                      | 2011    | Фильм           | Алла                                                                                   |
| «Братство десанта»                                 | 2012    | Телесериал      | Юля Исаева, сестра Лёни                                                                |
| «Шеф-2»                                            | 2013    | Телесериал      | Дарья Истомина, фельдшер скорой помощи                                                 |
| «Ленинград 46»                                     | 2014    | Телесериал      | Людмила Александровна                                                                  |
| «Шеф. Новая жизнь»                                 | 2014    | Телесериал      | Дарья Истомина (скрывается по программе защиты свидетелей под фамилией Иванова)        |
| «Лучшие враги»                                     | 2014    | Телесериал      | Вера Андреевна Шульгина, капитан полиции, сотрудница аналитического отдела главка ГУВД |
| «Гастролёры»                                       | 2016    | Телесериал      | Валентина, певица в тамбовском ресторане Angleterre (застрелена Стасом в 13-й серии)   |
| «Экспроприатор»                                    | 2017    | Телесериал      | Елена Алексеева                                                                        |
| «Шеф. Игра на повышение»                           | 2017    | Телесериал      | Дарья Истомина (жена генерала Расторгуева)                                             |
| «Мост»                                             | 2018    | Телесериал      | Лиза Казанцева                                                                         |
| «Семейная тайна»                                   | 2018    | Фильм           | Яна                                                                                    |
| «Великолепная пятёрка»                             | 2019    | Телесериал      | Тамара                                                                                 |
| «Мост-2»                                           | 2020    | Телесериал      | Лиза Казанцева                                                                         |

## Роли в театре
- «Кот в сапогах»
- «Волшебная иголка»
- «Гости подземелья»
- «Сон в летнюю ночь»
- «Дядюшкин сон»
- «Крики из Одессы»